# Grässäckspindel
Grässäckspindel (Clubiona diversa) är en spindelart som beskrevs av O. Pickard-Cambridge 1862. Grässäckspindel ingår i släktet Clubiona och familjen säckspindlar. Enligt den finländska rödlistan är arten nära hotad i Finland. Arten är reproducerande i Sverige. Artens livsmiljö är torra gräsmarker. Inga underarter finns listade i Catalogue of Life.